# Ángela Corao
Ángela Corao Vázquez (Oviedo, 31 de enero de 2002) es una gimnasta rítmica española, componente de la selección nacional de gimnasia rítmica de España en modalidad de conjuntos.

## Biografía deportiva

### Inicios
Se inició en la gimnasia rítmica con 11 años de edad en el Club Rítmica La Corredoria de Oviedo. A comienzos de 2016 fue seleccionada para varias jornadas de captación del equipo nacional en el CAR de Madrid.

### Etapa en la selección nacional

#### 2016 - 2017: etapa en el conjunto júnior
Entró al conjunto júnior nacional en octubre de 2016, pasando a entrenar a las órdenes de Ana María Pelaz en el CAR de Madrid. En abril de 2017 debutó con el conjunto en el Torneo Internacional Città di Pesaro (Italia), obteniendo la 19.ª plaza. Ese mismo mes realizó con el conjunto júnior una exhibición en el Torneo Internacional de Corbeil-Essonnes, y en mayo, disputaron el Torneo Internacional de Portimão, donde fueron las únicas participantes en su categoría. En el Campeonato de Europa, que se celebró del 19 al 21 de mayo en Budapest, ocuparon el puesto 20.º en la calificación. El conjunto júnior lo integraron ese año Ángela, Marta Bosch, Tania Kaute, Judith Prades, Emma Reyes y Marian Navarro.

#### 2017 - presente: etapa en el conjunto sénior
Para 2017 pasó a trabajar con el conjunto sénior suplente a las órdenes de Anna Baranova y Sara Bayón, si bien, debido a su edad, no fue hasta 2019 cuando empezó a formar parte oficialmente de la categoría sénior.
A inicios de marzo de 2019, el conjunto comenzó la temporada en el Torneo Internacional Diputación de Málaga (Marbella), logrando el bronce. Tras una exhibición en Corbeil-Essonnes, participaron en el Grand Prix de Thiais, logrando la 10.ª plaza en la general y la 6.ª en 3 aros y 4 mazas. En abril lograron la 10.ª y la 12.ª plaza en la general de las pruebas de la Copa del Mundo de Pésaro y Bakú respectivamente. En mayo, en la Copa del Mundo de Guadalajara, lograron la 4.ª plaza en la general, la 7.ª en 5 pelotas y la 4.ª en el mixto.

## Música de los ejercicios
| Año                    | Aparatos              | Música |
| ---------------------- | --------------------- | --- |
| 2017 (Conjunto júnior) | 10 mazas              | «Bom Bom» de Sam and the Womp. |
| 2018                   | 5 aros                | «Final y "A ciegas"», interpretada por Miguel Poveda y compuesta por Alberto Iglesias para la banda sonora de Los abrazos rotos.          |
| 2018                   | 3 pelotas y 2 cuerdas | «Kairos» de Derek Hough y Lindsey Stirling.                                                                                               |
| 2019                   | 5 pelotas             | Versión de la Sinfonía n.º 5 en do menor, Op. 67 de Ludwig van Beethoven, incluida en el espectáculo Nacidos para bailar de Los Vivancos. |
| 2019                   | 3 aros y 4 mazas      | «The Flamenco of the Haunted Guitar» de Agamemnon.                                                                                        |

## Palmarés deportivo

### Selección española
| 2017 - Torneo Internacional Città di Pesaro 19.º puesto en concurso general - Campeonato de Europa de Budapest 20.º puesto en calificación (10 mazas) 2019 - Torneo Internacional Diputación de Málaga Bronce en concurso general - Grand Prix de Thiais 10.º puesto en concurso general 6.º puesto en 3 aros y 4 mazas - Prueba de la Copa del Mundo en Pésaro 10.º puesto en concurso general - Prueba de la Copa del Mundo en Bakú 12.º puesto en concurso general - Prueba de la Copa del Mundo en Guadalajara 4.º puesto en concurso general 7.º puesto en 5 pelotas 4.º puesto en 3 aros y 4 mazas |

## Filmografía

### Programas de televisión
| Programas de televisión | Programas de televisión | Programas de televisión | Programas de televisión   |
| Año                     | Título                  | Cadena                  | Notas                     |
| ----------------------- | ----------------------- | ----------------------- | ------------------------- |
| 2017                    | TPA Noticias            | TPA7 de RTPA            | Entrevistada en reportaje |